# Patrick Desruelles
Patrick Desruelles (Antwerpen, 24 april 1957) is een Belgische voormalige atleet, die gespecialiseerd was in het polsstokhoogspringen. Hij behoorde drie jaar lang tot de top tien van de wereld. Hij werd meervoudig Belgisch kampioen polsstokhoogspringen. Ook nam hij eenmaal deel aan de Olympische Spelen, maar won bij die gelegenheid geen medaille.

## Biografie

### Nationale titels
Desruelles is geboren en getogen in Antwerpen. Zijn eerste succes boekte hij in 1978. Hij werd toen voor de eerste keer Belgisch kampioen polsstokhoogspringen. In totaal zou hij zesmaal deze titel winnen. Een jaar later won hij een zilveren medaille bij de AAA kampioenschappen. Met een hoogte van 5,40 m eindigde hij achter de Amerikaan Mike Tully (goud; 5,45) en voor de eveneens Amerikaan Ralph Haynie (brons; 5,30). In zowel 1979 als 1981 behaalde hij een bronzen medaille bij de halve finale van de Europacup met respectievelijk 5,40 (Malmö, Zweden) en 5,30 (Villeneuve d'Ascq, Frankrijk).

### Deelname aan OS + Belgisch record
Desruelles nam op 23-jarige leeftijd deel aan de Olympische Spelen van 1980 in Moskou. Hij kwam hierbij uit op zijn specialiteit, het polsstokhoogspringen. Doordat hij geen geldige hoogte wist te produceren, eindigde hij op een gedeelde laatste plaats in de kwalificatieronde. Op 22 februari 1981 behaalde hij op het EK indoor in het Franse Grenoble een hoogte van 5,60. Dit was een verbetering van het Belgische record. Dit record hield stand tot 1995, toen het door Domitien Mestré werd verbeterd tot 5,65. In de zomer van hetzelfde jaar sprong Desruelles ook outdoor over 5,60.

### Eeuwige roem
Na zijn sportieve carrière werd hij trainer. Hij is de broer van sprinter, verspringer en eveneens olympisch atleet Ronald Desruelles (Europees indoorkampioen 60 m 1986). In 2009 nam hij deel aan het televisieprogramma Eeuwige roem. Hij verloor de nachtproef van ex-atlete Betty Vansteenbroek in een thema-aflevering rond stressbestendigheid.

## Belgische kampioenschappen
Outdoor
| Onderdeel            | jaar                               |
| -------------------- | ---------------------------------- |
| polsstokhoogspringen | 1978, 1979, 1980, 1981, 1983, 1984 |

## Persoonlijk records
| Onderdeel                      | Prestatie | Datum            | Plaats   |
| ------------------------------ | --------- | ---------------- | -------- |
| polsstokhoogspringen (outdoor) | 5,60 m    | 23 augustus 1981 | Nice     |
| polsstokhoogspringen (indoor)  | 5,60 m    | 22 februari 1981 | Grenoble |

## Palmares

### polsstokhoogspringen
- 1978:  BK AC - 5,30 m
- 1979:  BK AC - 5,30 m
- 1980:  BK AC - 5,15 m
- 1980: geen score OS
- 1981:  BK AC - 5,30 m
- 1983:  BK AC - 5,30 m
- 1984:  BK AC - 5,30 m

## Onderscheidingen
- Gouden Spike - 1977